# Steven Hammell
Steven Hammell (Rutherglen, 18 febbraio 1982) è un ex calciatore scozzese, di ruolo difensore o centrocampista.

## Caratteristiche tecniche
Terzino sinistro, può giocare anche da mediano.

## Carriera

### Club
Bandiera del Motherwell, nel 2006 è ceduto a titolo gratuito alla società inglese del Southend United: gioca il primo anno in Championship e il secondo in League One, rientrando al Motherwell nel 2008, in cambio di circa 165000 €.

### Nazionale
Esordisce il 17 novembre 2004 contro la Svezia (1-4).